# Remittende
Als Remittenden (lateinisch remittere „zurückschicken“) bezeichnet man die im Einzelhandel nicht verkauften Bücher, Zeitschriften oder Zeitungen, die im Rahmen der Remission an die Verlage oder Hersteller zurückgesandt werden dürfen.
Remittenden sind nicht verkaufte Bücher, Zeitschriften oder Zeitungen, die der Händler an den Verlag zurückgibt, sei es, dass sie mit einem Rückgaberecht (Remissionsrecht) geliefert wurden oder der Verlag die Rückgabe fest gelieferter Exemplare gestattet. Auch Barsortimente erlauben in der Konditionsgestaltung mit den Buchhandlungen die Remission eines Prozentsatzes des Jahresbezugs. Das Remissionsrecht ist ein klassisches Recht im Buch- und Zeitungseinzelhandel, das in den Lieferungs- und Zahlungsbedingungen dieser Absatzketten enthalten ist. Das Rückgaberecht ist daher vertraglich gesichert, so dass der Einzelhandel die unverkauften Exemplare an die vorherige Handelsstufe oder Handelskette (meist der Presse-Grosso) gegen Erstattung des Einkaufspreises zurückgeben darf. Die Remittenden werden also in umgekehrter Lieferkette über den Einzelhandel und das Presse-Grosso an den Verlag zurückgegeben. Dieser trägt hierdurch das alleinige Absatzrisiko.

## Arten
Im Verlagswesen unterscheidet man zwischen drei Arten des Nachweises einer erfolgten Remission:
- Vollremission (Ganzstückremission): Die Händler senden zum Nachweis das gesamte Printmedium zurück.
- Titelkopf-/Titelblattremission: Nur Titelblätter oder -köpfe werden von den Händlern an die Verlage weitergeleitet, das spart Porto- bzw. Frachtkosten; den Rest der Zeitung vernichten die Händler. Diese Remissionsart wird heutzutage kaum noch angewandt.
- Körperlose Remission: Sie führt dazu, dass die unverkauften Exemplare vom Einzelhandel direkt der Altpapierentsorgung zugeführt werden;[3] der Verlag erhält lediglich ein Warenflussprotokoll als Nachweis über die Anzahl an verkauften Exemplaren, nicht jedoch über die unverkauften Exemplare. Der Nachweis wird heute über ein lückenloses elektronisches Erfassungssystem gewährleistet. Eine Variante der körperlosen Remission ist die Vertrauensremission, bei der der Verlag keine Möglichkeit zur Kontrolle der Angaben hat.

## Wirtschaftliche Aspekte
Das Remissionsrecht hat zur Folge, dass die Verlage dem Handel das Absatzrisiko für Remittenden vollumfänglich abnehmen. Ohne Remissionsrecht würde der Einzelhandel wegen des dann von ihm zu tragenden Absatz- und Lagerrisikos nur noch die gängigsten Verlagsprodukte anbieten und auch diese in geringen Mengen, so dass Angebotslücken und Regallücken die Folge wären. Das Remissionsrecht verhindert beim Handel auch das Risiko des Überbestandes. Das dem Remissionsrecht gegenüber stehende Dispositionsrecht der Verlage umfasst die Absatzmengen (etwa durch Vorgabe von Remissionsquoten), die Bestimmung der Erstverkaufstage, Angebotszeiträume und Remissionsstichtage.
Sind die Remittenden beschädigt, spricht man von Mängelexemplaren, die zu reduzierten Preisen verkauft werden dürfen. Scheinmängelexemplare umgehen die Preisbindung, indem Bücher ohne tatsächlichen Mangel als Mängelexemplare klassifiziert und verkauft werden.